# 田島悠紀子
田島 悠紀子（たじま ゆきこ、1978年7月13日 - ）は富山エフエム放送（FMとやま）の元アナウンサー。2011年よりコトノハ所属。群馬県出身。身長167cm。血液型はB型。

## 略歴・人物
- 群馬県立太田女子高等学校、法政大学卒業後、2001年4月に富山エフエム放送（FMとやま）に入社。2011年4月からはフリーとなり、FMとやまの先輩である廣川奈美子が経営する「株式会社コトノハ」に所属している。
- 映画・音楽・本など様々なエンタメに興味を持っている[1]。F1、ヨガ、お酒などが好き。またマラソンにも勤しんでおり、地元の「富山マラソン」にも参加していることを『grace』内で話している。
- 珠算五段を取得している[1]。
- 同期のアナウンサーには久和恵実がいる。

## 担当番組
- ヨリミチトソラ（2022年10月 - ） -  水、木曜日担当
  - さくらストリート（番組内コーナー、エフエム石川・FM福井に単独番組でネット）
- 富山ダイハツ オッケイウィークエンド（2023年9月 - ）

## 過去の主な出演番組
- ぷるるんポリス
- 気ままプラン
- HITS ON THE RADIO
- For You未来倶楽部
- grace（2007年4月 - 2022年9月）
- Netz Cafe Drivin'